# Bard (Loire)
Pour les articles homonymes, voir Bard.
Bard est une commune française située dans le département de la Loire en région Auvergne-Rhône-Alpes, et faisant partie de Loire Forez Agglomération.

## Géographie

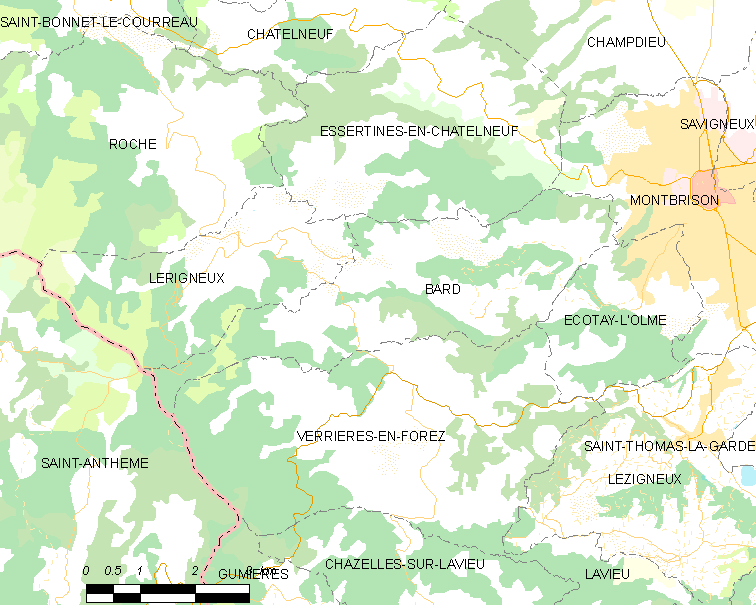
Localisation du village et des communes aux alentours

Le village se situe dans les Monts du Forez à 765 m d'altitude et à 7,5 km à l'ouest de Montbrison.
| Lérigneux                   | Essertines-en-Châtelneuf |               |
| Saint-Anthème (Puy-de-Dôme) | Bard                     | Montbrison    |
|                             | Verrières-en-Forez       | Écotay-l'Olme |

Plusieurs sommets se situent sur la commune :
- Pic de Montfroment (638 m)
- Pic de Bard (820 m)

### Climat
Pour des articles plus généraux, voir Climat d'Auvergne-Rhône-Alpes et Climat de la Loire.
En 2010, le climat de la commune est de type climat des marges montargnardes, selon une étude du Centre national de la recherche scientifique s'appuyant sur une série de données couvrant la période 1971-2000. En 2020, Météo-France publie une typologie des climats de la France métropolitaine dans laquelle la commune est exposée à un climat de montagne ou de marges de montagne et est dans la région climatique Nord-est du Massif Central, caractérisée par une pluviométrie annuelle de 800 à 1 200 mm, bien répartie dans l’année.
Pour la période 1971-2000, la température annuelle moyenne est de 9,5 °C, avec une amplitude thermique annuelle de 16,1 °C. Le cumul annuel moyen de précipitations est de 939 mm, avec 10,5 jours de précipitations en janvier et 7,7 jours en juillet. Pour la période 1991-2020, la température moyenne annuelle observée sur la station météorologique de Météo-France la plus proche, « Savigneux », sur la commune de Savigneux à 6 km à vol d'oiseau, est de 11,0 °C et le cumul annuel moyen de précipitations est de 665,4 mm,. Pour l'avenir, les paramètres climatiques de la commune estimés pour 2050 selon différents scénarios d'émission de gaz à effet de serre sont consultables sur un site dédié publié par Météo-France en novembre 2022.

## Urbanisme

### Typologie
Au 1er janvier 2024, Bard est catégorisée commune rurale à habitat dispersé, selon la nouvelle grille communale de densité à sept niveaux définie par l'Insee en 2022.
Elle est située hors unité urbaine. Par ailleurs la commune fait partie de l'aire d'attraction de Montbrison, dont elle est une commune de la couronne,. Cette aire, qui regroupe 27 communes, est catégorisée dans les aires de moins de 50 000 habitants,.

### Occupation des sols
L'occupation des sols de la commune, telle qu'elle ressort de la base de données européenne d’occupation biophysique des sols Corine Land Cover (CLC), est marquée par l'importance des territoires agricoles (53,5 % en 2018), en diminution par rapport à 1990 (57 %). La répartition détaillée en 2018 est la suivante : 
prairies (47,3 %), forêts (42,2 %), zones agricoles hétérogènes (6,2 %), zones urbanisées (2,4 %), milieux à végétation arbustive et/ou herbacée (1,9 %). L'évolution de l’occupation des sols de la commune et de ses infrastructures peut être observée sur les différentes représentations cartographiques du territoire : la carte de Cassini (XVIIIe siècle), la carte d'état-major (1820-1866) et les cartes ou photos aériennes de l'IGN pour la période actuelle (1950 à aujourd'hui).

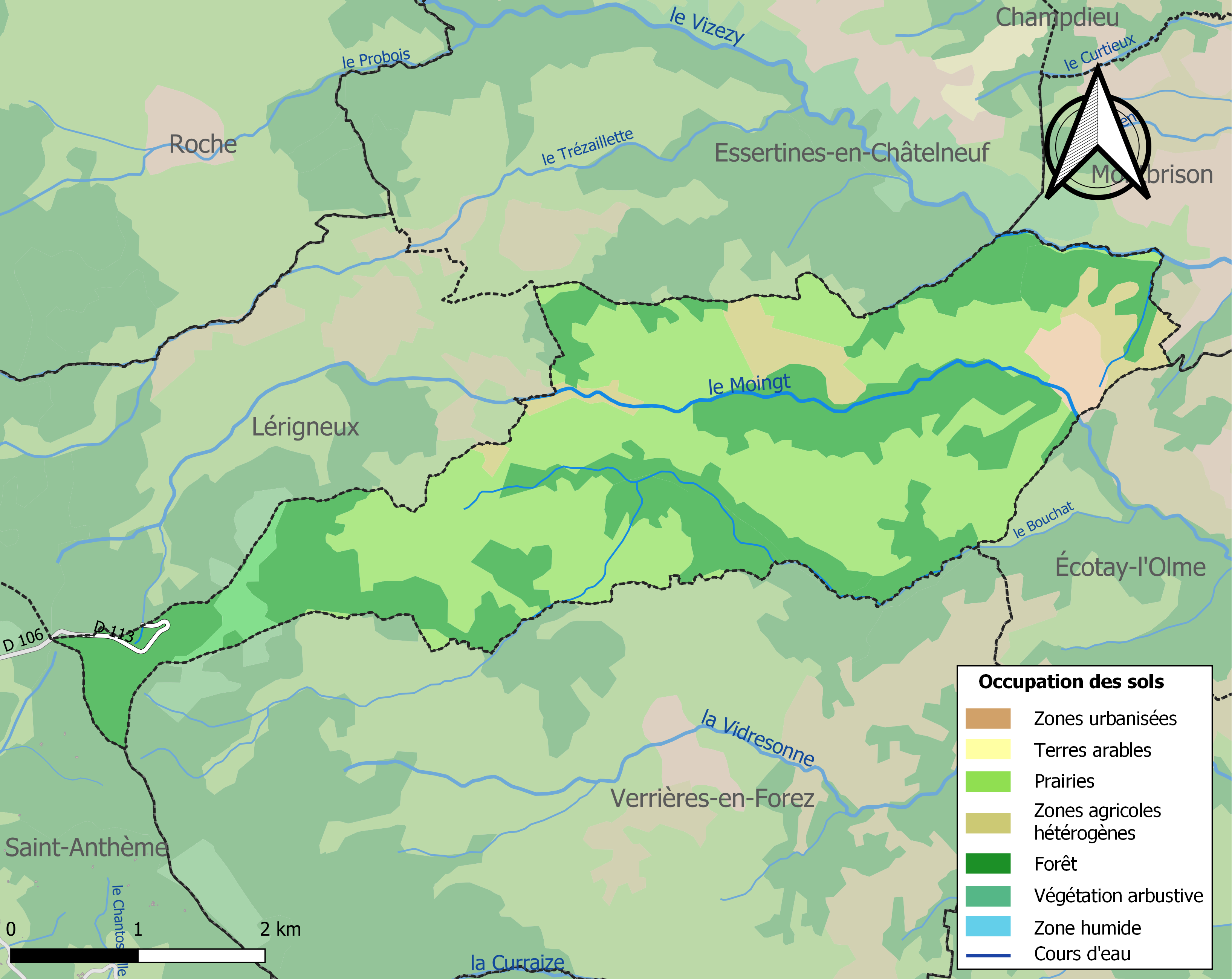
Carte des infrastructures et de l'occupation des sols de la commune en 2018 (CLC).

## Héraldique
| Blason de Bard | Blason  | D'agent à huit croisettes de gueules, ordonnées 3, 2 et 3 ; au bar d'azur, allumé de gueules et brochant en bande. |
| Blason de Bard | Détails | Le statut officiel du blason reste à déterminer.                                                                   |

## Politique et administration
| Période                                  | Période                   | Identité                                       | Étiquette | Qualité |
| ---------------------------------------- | ------------------------- | ---------------------------------------------- | --------- | ------- |
| Les données manquantes sont à compléter. |                           |                                                |           |         |
| avant 1988                               | ?                         | Émile Meunier                                  |           |         |
| mars 2001                                | 2014                      | Roger Vernet                                   |           |         |
| 2014                                     | En cours (au 26 mai 2020) | Quentin Paquet, Réélu pour le mandat 2020-2026 | DVD       |         |

Bard faisait partie de la communauté d'agglomération de Loire Forez de 2003 à 2016 puis a intégré Loire Forez Agglomération.

## Démographie
L'évolution du nombre d'habitants est connue à travers les recensements de la population effectués dans la commune depuis 1793. Pour les communes de moins de 10 000 habitants, une enquête de recensement portant sur toute la population est réalisée tous les cinq ans, les populations de référence des années intermédiaires étant quant à elles estimées par interpolation ou extrapolation. Pour la commune, le premier recensement exhaustif entrant dans le cadre du nouveau dispositif a été réalisé en 2004.

En 2022, la commune comptait 686 habitants, en évolution de +4,1 % par rapport à 2016 (Loire : +1,32 %, France hors Mayotte : +2,11 %).
| 1793 | 1800 | 1806 | 1821 | 1831 | 1836 | 1841 | 1846 | 1851 |
| ---- | ---- | ---- | ---- | ---- | ---- | ---- | ---- | ---- |
| 680  | 594  | 635  | 647  | 705  | 682  | 649  | 649  | 689  |

| 1856 | 1861 | 1866 | 1872 | 1876 | 1881 | 1886 | 1891 | 1896 |
| ---- | ---- | ---- | ---- | ---- | ---- | ---- | ---- | ---- |
| 680  | 665  | 632  | 640  | 633  | 615  | 642  | 647  | 648  |

| 1901 | 1906 | 1911 | 1921 | 1926 | 1931 | 1936 | 1946 | 1954 |
| ---- | ---- | ---- | ---- | ---- | ---- | ---- | ---- | ---- |
| 633  | 615  | 584  | 546  | 522  | 498  | 469  | 448  | 455  |

| 1962 | 1968 | 1975 | 1982 | 1990 | 1999 | 2004 | 2006 | 2009 |
| ---- | ---- | ---- | ---- | ---- | ---- | ---- | ---- | ---- |
| 404  | 335  | 343  | 418  | 518  | 578  | 611  | 637  | 619  |

| 2014 | 2019 | 2022 | - | - | - | - | - | - |
| ---- | ---- | ---- | - | - | - | - | - | - |
| 647  | 674  | 686  | - | - | - | - | - | - |

## Lieux et monuments
- Église Saint-Jean : elle date du XVIe siècle et a été remaniée au XIXe siècle. Elle possède un clocher carré et une cloche du XVIIe siècle. L'édifice a été inscrit au titre des monuments historiques en 1991[20].

## Cultes
Le territoire communal est rattaché à la paroisse catholique Sainte-Thérèse-des-Montagnes du-Soir, au sein du diocèse de Saint-Étienne. Son principal lieu de culte est l'église Saint-Jean, qui accueille occasionnellement des célébrations. La commune dispose également de nombreuses croix monumentales.
Le saint patron traditionnel de la commune est saint Jean l'Évangéliste.

## Lieux-dits
- Contéol : "La ferme de Contéol est une reconstruction, suite à des incendies au XIXe siècle, d'un château relevant du mandement de Châtelneuf et de la seigneurie de Chevalard. Le prieuré de Savigneux avait très anciennement des droits à Contéol, qu'il vendit en 1567, à noble Michel Trunel, seigneur du Poyet, époux de Sybille Papon, pour le prix de 400 livres. Les plus anciens seigneurs de Contéol paraissent être les Robertet, puis à la fin du XVIe siècle Contéol passe aux mains des Henrys."[22]